# Rewolucja listopadowa

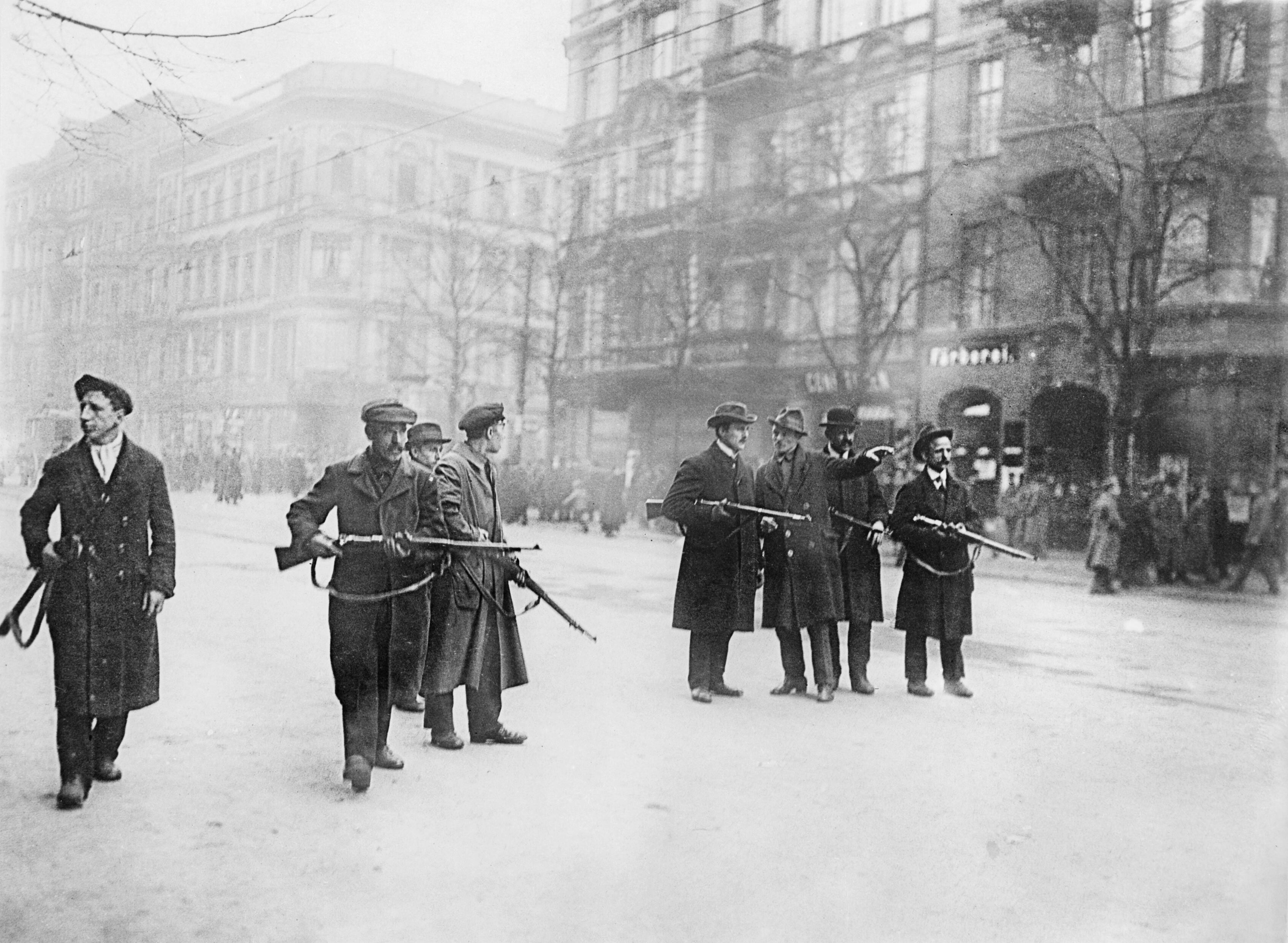
Spartakowcy na ulicach Berlina

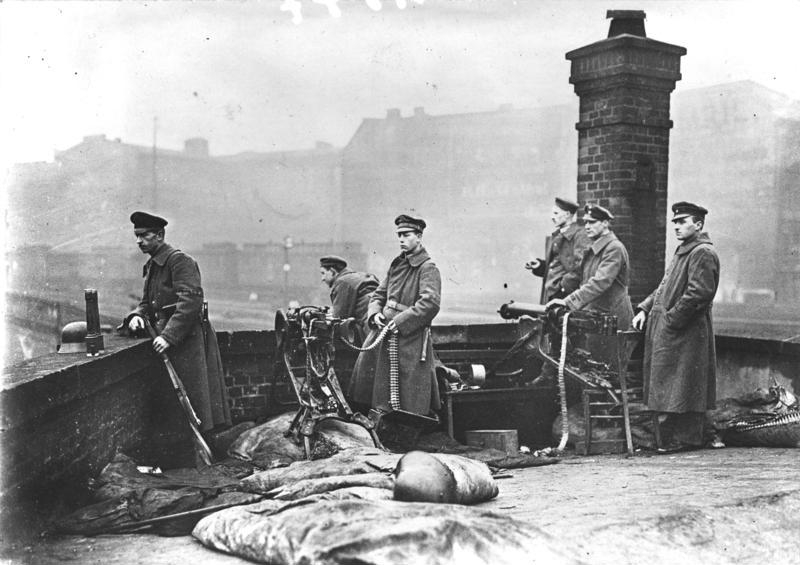
Żołnierze sił rządowych na Dworcu Śląskim w Berlinie

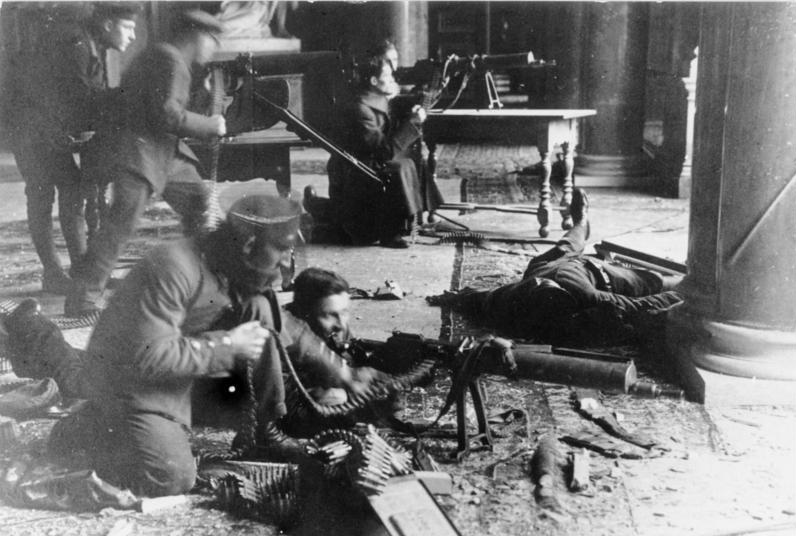
Rewolucjoniści z karabinem maszynowym MG 08/15 w czasie walk w Boże Narodzenie 1918 roku w Berlinie

Rewolucja listopadowa (niem. Novemberrevolution) – całokształt wystąpień o charakterze rewolucyjnym w Niemczech, w roku 1918 i 1919.

## Historia

### Bunt marynarzy
Po klęskach na froncie zachodnim w czasie I wojny światowej oraz długotrwałej blokadzie gospodarczej przez państwa Ententy, której skutki nasilały się po nierozstrzygniętej bitwie jutlandzkiej w cieśninie Skagerrak, wyczerpane społeczeństwo Niemiec było u kresu swoich sił. Rząd ostatni ratunek widział we flocie. Już w lecie 1917 roku niemal samobójcze dla żołnierzy rozkazy przełożonych powodowały bunty, które wówczas były tłumione drogą surowych represji (włączając w to karę śmierci). Do pierwszego większego i zarazem udanego wystąpienia marynarzy doszło w listopadzie 1918 roku. Rebelię marynarzy poprzedziła fala aresztowań, która objęła 1000 marynarzy objętych agitacją rewolucyjną. 3 listopada wybuchł bunt marynarzy z bazy Kilonii. W ciągu dnia zbuntowani żołnierze opanowali miasto, a bunt poparli robotnicy. W kontrolowanym przez siebie mieście rewolucjoniści utworzyli rady żołnierskie i własne siły zbrojne. Choć sympatyzujący z ruchem socjalistycznym buntownicy zostali poddani krytyce przez kierownictwo Socjaldemokratycznej Partii Niemiec, rząd wysłał do miasta delegację SPD, która miała wynegocjować uspokojenie sytuacji. Delegacja została przez rewolucjonistów zignorowana, a fala wystąpień rozprzestrzeniła się kolejno na inne porty: Hamburg, Bremę i Lubekę, a później już jako rewolucja listopadowa na większe miasta niemieckie: Monachium, Kolonię, Brunszwik i w końcu Berlin i cały kraj.
Bunt poparły grupy rewolucyjnych socjalistów, z których największy był będący częścią USPD Związek Spartakusa. Istniały też grupy regionalne, które zaangażowały się w wystąpienia. Wśród nich znalazły się berlińska grupa Rewolucyjni Zwierzchnicy (Revolutionäre Obleute) i Bremeńska Lewica Radykalna (Bremer Linksradikale).

### Rozszerzenie rewolucji i przejęcie władzy przez SPD
5 listopada rząd stracił kontrolę nad Lubeką, 6 – nad Bremą, Hamburgiem i szeregiem kolejnych portów. 7 listopada Kurt Eisner proklamował Wolne Państwo Bawarię i doprowadził do detronizacji Wittelsbachów. 8 listopada zawrzało w Zagłębiu Ruhry oraz upadł rząd Brunszwiku. 9 listopada doszło do wystąpień rewolucyjnych w stolicy, gdzie buntem kierowali Karl Liebknecht i grupa Rewolucyjnych Zwierzchników. Przebieg wystąpień we wszystkich tych miejscach był zbliżony do siebie. W zajętych przez rewolucjonistów miastach tworzono rady żołnierskie i robotnicze oraz odsuwano od urzędu dotychczasowe władze.
Przeciwko rewolucjonistom obrócili się przywódcy socjaldemokracji. W obliczu utraty Berlina Philipp Scheidemann i Friedrich Ebert zażądali od kanclerza Maximiliana von Baden przekazania urzędu w ręce SPD, na co ten przystał. Scheidemann na stopniach Reichstagu ogłosił powstanie Republiki Niemiec co było równoznaczne z detronizacją Wilhelma II Hohenzollerna, który uciekł z kraju po tym, jak stracił realną kontrolę nad wojskiem. Scheidemanna poprzedził Liebknecht, który proklamował wcześniej przy zamkowej bramie powstanie republiki socjalnej (inne źródła (Mann 2007 ↓, s. 360) podają, że było odwrotnie; że to Scheidemann proklamował republikę z okna Reichstagu na dwie godziny przed Liebknechtem). Tak czy inaczej wojsko poparło Scheidemanna i wraz z rządem przystąpiło do tłumienia rewolucyjnych wystąpień. Nocą z 9 na 10 listopada Friedrich Ebert rozmawiał z generałem Wilhelmem Groenerem. Rankiem generał zanotował w dzienniku, że Naczelne Dowództwo Wojskowe oddaje się do dyspozycji rządu.
10 listopada władza przeszła w ręce nowego rządu, Rady Pełnomocników Ludowych, w skład którego weszli przedstawiciele SPD i USPD. 11 listopada państwa Ententy zgodziły się na zawieszenie broni z republiką niemiecką; podpisano je w wagonie kolejowym w Compiègne.
Chcąc doprowadzić do likwidacji ruchu rewolucyjnego, w grudniu tego samego roku SPD zwołało zjazd rad. Zjazd rząd poprzedził wprowadzeniem pakietu reform socjalnych, obejmujących wprowadzenie ośmiogodzinnego dnia pracy i pełnej swobody zgromadzeń i stowarzyszeń. Działania te przyniosły socjaldemokratom zwycięstwo na zjeździe. 20 grudnia Ogólnoniemiecki Kongres Rad Robotników i Żołnierzy (Reichsrätekongress) opowiedział się za powstaniem państwa o ustroju republikańskim, odrzucając koncepcję Republiki Rad. Wskutek tego USPD zrezygnowało ze współpracy z SPD w ramach Rady Pełnomocników Ludowych. Na miejsce działaczy USPD weszli działacze SPD, w tym Gustav Noske, tworzący podwaliny przyszłej armii oraz zezwalający na powstanie tzw. Korpusów Ochotniczych (Freikorps) i użycie wojska przeciwko zrewoltowanym radom.

### Radykalizacja i rozbicie rewolucji
Ogólnoniemiecki Kongres Rad nie przyniósł zakończenia rewolucji. Frakcje radykalne nie uznały uchwał umiarkowanej większości. 14 grudnia Związek Spartakusa przedstawił program uzbrojenia robotników, przywrócenia rad robotniczych (likwidowanych stopniowo przez rząd), zbudowania jednolitego państwa niemieckiego i utworzenia oddziałów Czerwonej Gwardii. Z 31 grudnia 1918 na 1 stycznia 1919 roku Związek Spartakusa przekształcił się w Komunistyczną Partię Niemiec, zrywając tym samym współpracę z USPD.
W dniach 6–12 stycznia w Berlinie doszło do walk między oddziałami paramilitarnymi związanymi z dawnym Związkiem Spartakusa a policją. Kryzys wybuchł po tym, gdy niezależny socjalista Emil Eichhorn odmówił ustąpienia ze stanowiska prezydenta policji. Po zakończeniu walk Liebknecht i Róża Luksemburg, stojący na czele wystąpienia, zostali przekazani przez policję w ręce Freikorps, którzy po brutalnym przesłuchaniu zamordowali Różę i Liebknechta. Ciało zamordowanej Róży Luksemburg wrzucono do kanału Landwehrkanal. W kolejnych dniach śmiercią naturalną zmarł Franz Mehring, a w marcu został zamordowany Leon Jogiches. Wraz z utratą przywódców ruch rewolucyjny stopniowo wygasł, a wojsko przystąpiło do pacyfikacji poszczególnych regionów Niemiec. Szczególnie ostre walki toczyły się w Zagłębiu Ruhry. 4 marca berlińscy rewolucjoniści, korzystając z nieobecności armii, zorganizowali powstanie, które zostało jednak zduszone 11 marca, a w jego walkach zginęło 1200 osób.
Jednym z ostatnich miejsc, gdzie żywa była rewolucja, okazała się Bawaria. Lider tamtejszego rządu Kurt Eisner został zabity, co tylko zradykalizowało tamtejszych socjalistów. Szczególnie duże poparcie na tamtejszej lewicy posiadali anarchiści skupieni wokół Gustava Landauera i komuniści z Eugenem Leviné na czele. 7 kwietnia z ich inicjatywy powołano Bawarską Republikę Rad rozbitą na początku maja przez armię. W wyniku pacyfikacji republiki rad zginęło kilkaset osób. Większość kierownictwa Bawarskiej Republiki Rad była pochodzenia żydowskiego, co wywołało w narodzie niemieckim skojarzenia, że bolszewizm i judaizm były zasadniczo tym samym. W niedalekiej przyszłości miało to skutkować w Niemczech upowszechnieniem silnych postaw antysemickich.